# Якутська література

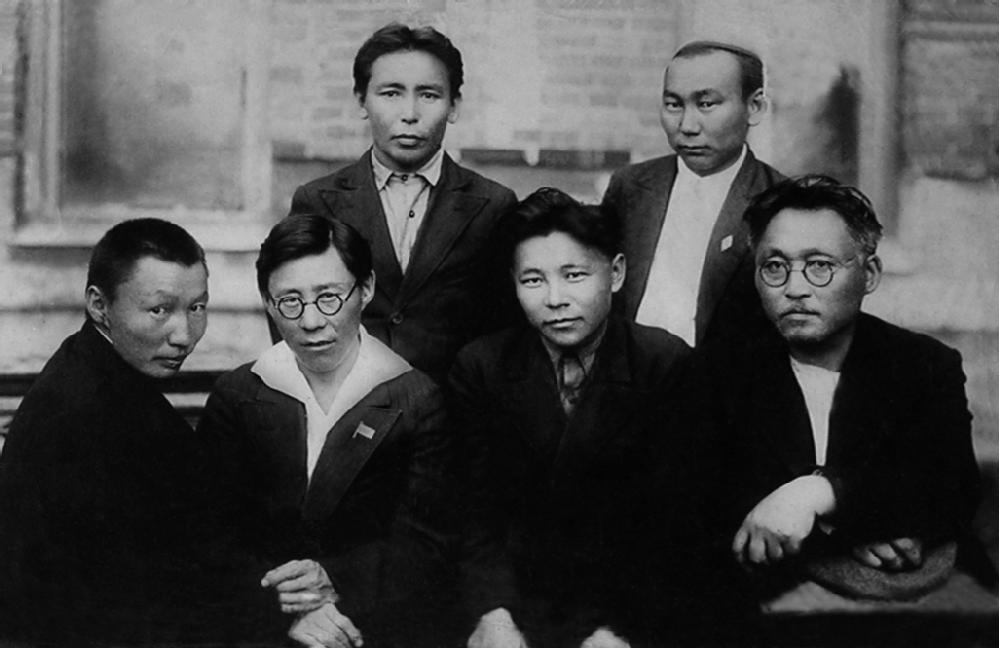
Учасники Першої Всеякутської мовознавчої конференції: сидять Гермогенов (Ергіс), Слєпцов (Ойюнський), невідомий і Ксенофонтов; стоять Степанов і Новиков (Урастиров).

Якутська література — література якутською мовою, написана представниками якутського етносу.

## Історія
Усно-поетична творчість якутів зародилась у далекому минулому. Вона представлена великою кількістю жанрів: героїчний епос — олонхо, казки, пісні, історичні перекази тощо. 

### Зародження літератури
У середині XIX століття у наслідок діяльності місіонерів та просвітництва з боку політичних засланців якути почали практикувати побутову переписку рідною мовою. Першим пам'ятником якутської писемної літератури став героїчний епос Марії Андросової-Іонової «Колкюл Беге». У праці Оттона Бетлінгка «Про мову якутів» (1851) були опубліковані «Спогади» Опанаса Уваровського. Цей автобіографічний твір став першим пам'ятником художньої прози якутів. Згадане видання, багате на фольклорні зразки, дало поштовх масовому зборові якутських фольклорних текстів, в чому значну роль зіграли також російські вчені Іван Худяков, Едуард Пекарський.

### Становлення класики
На початку XX сторіччя значно збільшилась чисельність освічених якутів і, як наслідок, посилився вплив європейської російської культури. У літературі почали з'являтися твори майже всіх жанрів поезії, прози і драматургії. Більшість із них були написані під впливом місцевого фольклору або російської літератури. Перші драматичні твори були по суті інсценуванням шаманської обрядовості й героїчного епосу. Поезія того періоду зосереджувалась в основному на темах людської долі і збереження малих народів.
Одним із перших професійних якутських письменників є Олексій Ексекюлях. У 1908 році була видана драма «Розбійник Манчари» Кюлюмнюра, котра на той момент уже давно розповсюджувалась по Якутії в рукописах. Значущими для якутської драматургії є п'єси Алампи. Проза була представлена головно оповіданнями Миколи Неустроєва.
Значний вплив на якутську літературу мали революції 1905—1907 і 1917 років, котрі привнесли теми оновлення і соціальної справедливості.
До пореволюційного покоління відносять поетів Елляя, Кюннюка Урастирова, Кюнде, Архипа Абагинського, Сергія Васильєва, Гаврила Чиряєва. Особливо популярним літератором був Платон Ойюнський.
На відміну від поезії, в прозі й драматургії 1920-х років висвітлювались неполітичні загальнолюдські проблеми. Однак, згодом відгомін громадянської війни отримав втілення у п'єсах і оповіданнях Ойюнського, Кюнде, Еріліка Ерістіна та інших.
У 1930-ті роки розвиток якутської літератури був різко загальмований масштабними репресіями проти творчої інтелігенції. Зокрема були репресовані Ойюнський і Кюлюмнюр.

### Ренесанс воєнного періоду
Друга світова війна створила суспільний і державний запит на патріотичні і воєнні твори. У цей період писали поетичні твори про героїв війни, драми про участь якутів в обороні держави.
Тоді ж з'явилися перші романи якутською мовою: «Молодь Марикчану» Еріліка Ерістіна, «Весняна пора» Амми Аччигиї (обидва розповідали про часи Громадянської війни). Отримав розвиток жанр документального публіцистичного нарису. Створювались історичні повісті («Степан» Кюлюмнюра, «Кузьма» Павлова-Тягита).
У повоєнні роки письменники звернулися до соціально-психологічної прози (оповідання Софрона Данилова, Федорова, Габишева). Однак невдовзі розвиток повоєнної літератури був спинений новою хвилею репресій, викликаною постановою Якутського обкому ВКП(б) 1952 року про «буржуазний націоналізм» у творчості низки якутських класиків: Олексія Ексекюляха, Алампи, Неустроєва та інших.

### Відлига
У 1960-ті подальший розвиток отримала поезія, у якій поглиблювалась філософська інтерпретація фольклорної тематики. Якутську поезію почали активно перекладати на мови інших народів Радянського Союзу. З'явилися представники нових для якутської мови жанрів: сонет, балада, мініатюра, повість і навіть роман у віршах — «Молодший син» (1960) Васильєва-Борогонського, «Сонячна гора» (1962) Киндила, «Сини і невістки» (1964) Багатайського. Особливої популярності набула творчість Семена Данилова, Кюннюка Урастирова, Петра Тобурокова, Сави Тарасова, Мойсея Єфімова, Киндила. У цей період розширилась проблематика прози, була подолана її декларативність і безконфліктність. Почали з'являтися повісті про промислове освоєння Якутії. Письменники осмислювали життя свого народу на різних етапах його історії.
Драматургія 1960—1970-х проявляє інтерес до соціальних процесів реорганізації сіл, становлення промисловості. Цим темам присвячені п'єси Льва Габишева, Леоніда Попова, Степана Єфремова, Івана Гоголєва, Амми Аччигиї.

### Сучасність
У 1980-1990-х роках у поезії важливе місце посіли теми екології, витоків національної культури і долі рідної мови. У драматургії звернулися до теми репресій 1930-х років і життя трудівників тилу часів Другої світової. Ряд п'єс про життя сучасного села написав Семенов. У прозі стала переважати історична тема. Зокрема новітній класик Далан написав роман «Тиґин Дархан», у котрому відтворив життя і соціальні взаємини якутів першої половини XVII сторіччя. Не лишились без уваги прозаїків репресії 1950-х років та голодні 1940—1950 роки. З'явилася жанрова література якутською мовою — детективи Неймохова, наукова фантастика Угарова.